# Лешек Добжинский
 Лешек Добжинский (пол. Leszek dobrzyński, ок. 1300 — до 1316), один из польских князей периода феодальной раздробленности. Князь добжинский в 1312—1316 годах.

## Биография
Лешек был старшим сыном князя Земовита Добжинского (ок. 1265—1312) и Анастасии Львовны Галицкой (ум. 1335), дочери Льва Даниловича, князя Галицкого. Представитель куяявской линии династии Пястов. 
В 1312 году после смерти отца Лешек вместе с братьями Владиславом и Болеславом унаследовал Добжинское княжество. До 1316 году братья находились под опекой матери Анастасии Галицкой и дяди Владислава Локетка.
Существование Лешека Добжинского признается не всеми историками. Единственным источником, указывающим на его существование, являются показания Яна Киселева во время польско-тевтонского процесса в Варшаве в 1339 году, где он упоминается как старший брат Владислава и Болеслава, но отсутствие его в других источниках наводит на мысль, что его могли перепутать с князем Лешеком Иновроцлавским. 
Казимир Ясинский указывает, что Лешек умер в 1314 году, но это утверждение ничем не подтверждается. Он точно умер до 1316 года, поскольку не упоминается в соглашении, заключенном его братьями с епископом плоцким Флорианом о выплате десятины, после чего с их семьи было снято отлучение от церкви.